# 데드 케네디스

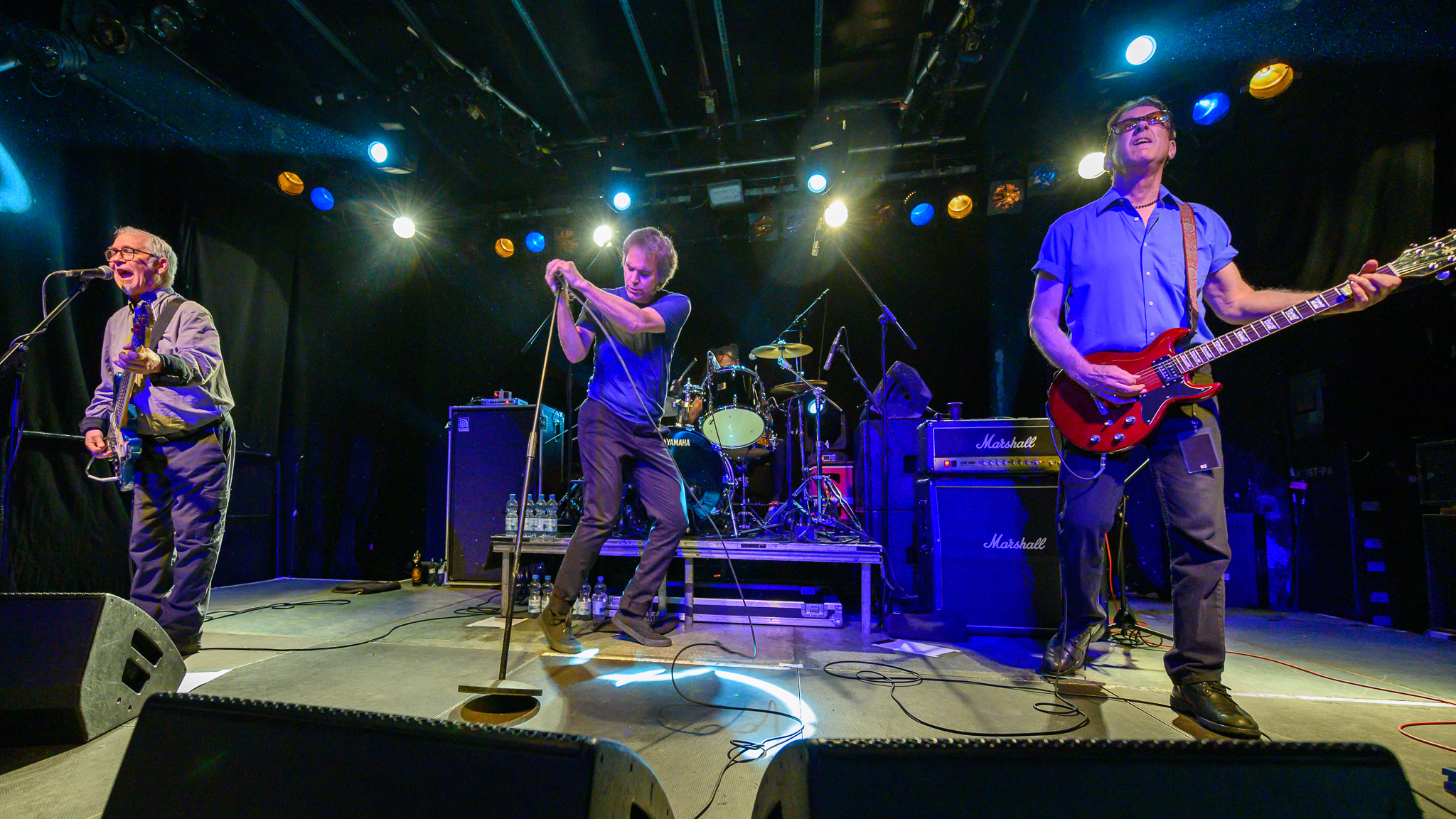

데드 케네디스(Dead Kennedys)는 미국의 전설적인 펑크 록 밴드이다 캘리포니아주 샌프란시스코에서 1978년에 결성되었다. 이 밴드는 1980년대 초반에 미국의 하드코어 펑크 운동에 크게 기여하게 된다.